# Expedición Acciona Windpowered Antártica

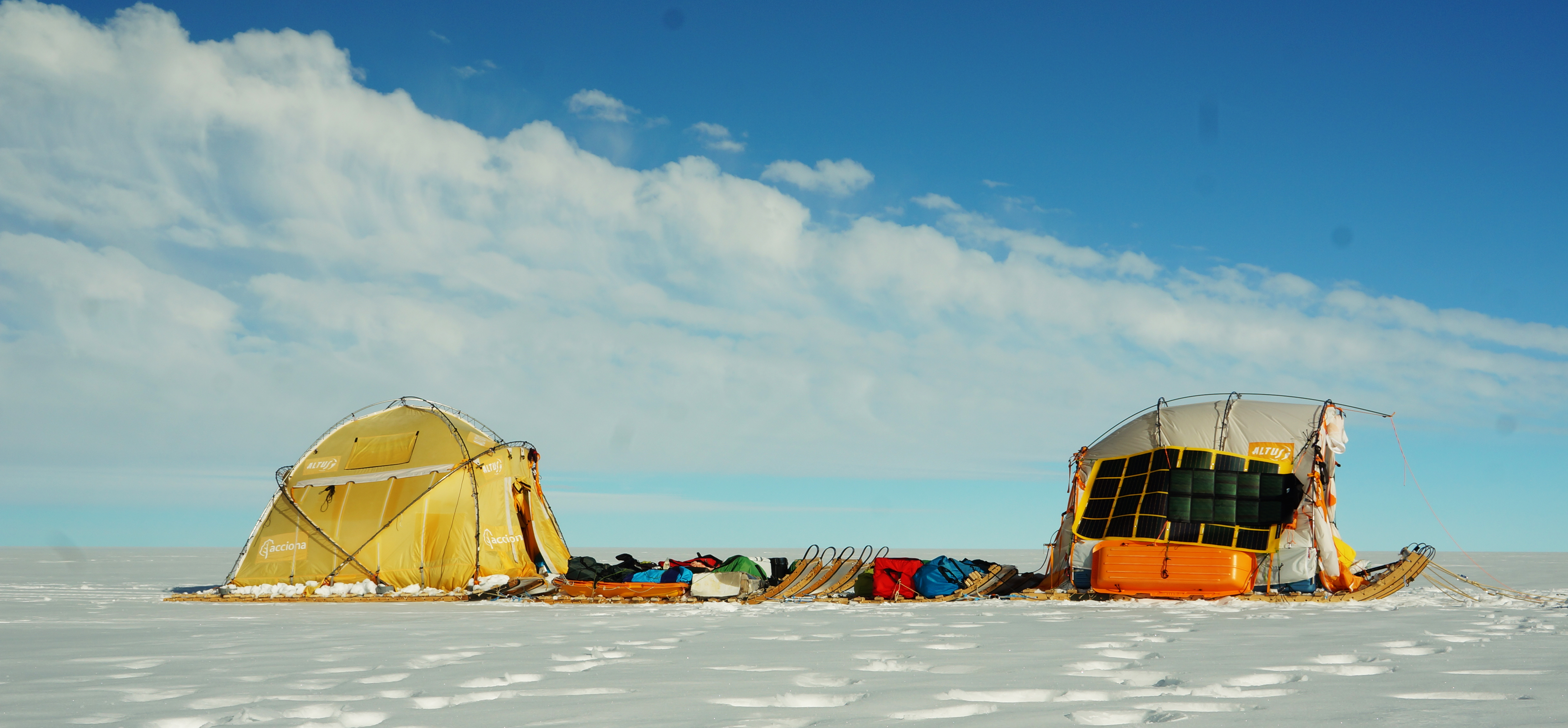
Trineo de Viento, en la expedición de Larramendi a Groenlandia de 2016.

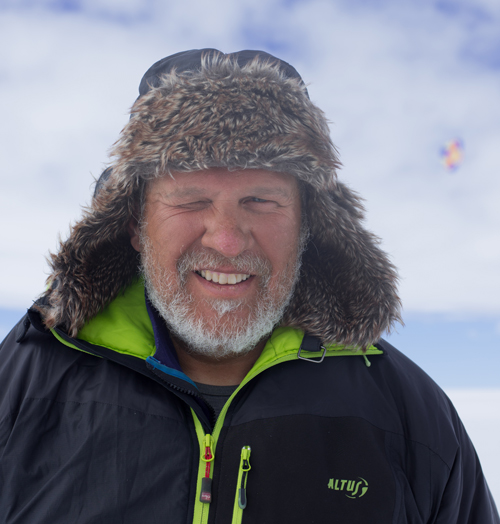
Ramón Hernando de Larramendi.

La expedición Acciona Windpowered Antártica, liderada por el explorador polar Ramón Hernando de Larramendi, fue la primera en alcanzar el polo sur geográfico desde la costa, con un vehículo eólico, el trineo de viento, que recorrió una distancia de 3500 kilómetros en 34 jornadas por una de las zonas más inaccesibles del planeta. La expedición coincidió con el centenario de la llegada al polo sur del noruego Roald Amundsen y de Robert Scott. El equipo estuvo formado por Larramendi, Ignacio Oficialdegui, Javier Selva y Juan Pablo Albar. Por vez primera, se recogieron datos científicos en una amplia extensión de la Antártida con un medio de transporte de cero emisiones. Se demostró que es posible viajar con equipos humanos y equipamientos técnicos por el interior del continente blanco con una finalidad científica y de exploración, sin contaminar. Fue patrocinada por la empresa española Acciona.

## Expedición
Los cuatro miembros de la expedición salieron de Madrid el 1 de diciembre de 2011 hacia Sudáfrica, desde donde el día 6 volaron a la base rusa de Novolázarevskaya, y ese mismo día partieron hacia la meseta polar, ante la inminencia de una tormenta. Los primeros días permanecieron bloqueados por una tempestad. Tras montar el trineo de viento, finalmente el 14 de diciembre iniciaron la navegación rumbo al sur, haciendo turnos de pilotaje por parejas. En sólo cinco días lograron recorrer 850 kilómetros impulsados por el viento, con un peso de 1250 kg, gracias a las cometas. El ritmo bajó a partir del día 28 por dificultades en el terreno, pero a pesar de los sastrugis, consiguieron seguir adelante.
El 1 de enero de 2012 lograron llegar al polo sur geográfico, tras recorrer 2200 kilómetros desde la costa, un hito en la historia de la exploración mundial, al ser la primera vez que se llega con un vehículo eólico hasta ese punto geográfico, donde se encuentra la base científica estadounidense Amundsen-Scott, cuyos científicos aprovecharon para conocer el trineo de viento y sus posibilidades científicas. Desde su salida, habían transcurrido tan sólo 18 jornadas.
El 4 de enero los expedicionarios continuaron la ruta hacia el oeste de la Antártida, encontrándose con una zona con numerosas y profundas grietas en el hielo y cuestas pronunciadas que lograron superar gracias a la flexibilidad del vehículo para adaptarse al terreno. El 12 de enero comenzaron un fuerte descenso, por debajo de los 2000 metros de altitud, hasta aproximarse a la costa contraria por la que habían accedido al hielo. 
El 16 de enero de 2012 finalmente llegaron a las proximidades del campamento Base Patriot Hills, tras otros 1300 kilómetros recorridos desde el polo sur. Allí fueron recogidos por una avioneta, con su vehículo desmontado, que los dejó en el campamento Glaciar Unión, un aeródromo privado, donde tomaron un nuevo vuelo que los llevó a Chile. 
En total, se recorrieron 3500 kilómetros en 34 jornadas. 

## Trabajos científicos
Durante la expedición se realizaron tres proyectos científicos. 
- Composición isotópica de la nieve, dirigido por el investigador Jean Robert Petit, de la Université Joseph Fourier y el CNRS, tenía como objetivo determinar la composición de isótopos estables (O18/O16 y Deuterio/H1) de la nieve en regiones del interior de la Antártida, mediante la toma de muestras de hielo y nieve cada 50 kilómetros hasta llegar al polo sur.
- Identificación de contaminantes orgánicos, dirigido por Jordi Dachs y Ana Cabrerizo, del Instituto de Diagnóstico Ambiental y Estudios del Agua del Consejo Superior de Investigaciones Científicas (IDAEA-CSIC).
- Actividad biológica, dirigido por Antonio Quesada y David Velázquez, del Departamento de Biología de la Universidad Autónoma de Madrid. Su objetivo fue verificar la presencia de compuestos de origen biológico mediante catas de nieve en todo el trayecto.

## Publicaciones
Documental de 'Al Filo de los Imposible': "Viajeros del Viento"
Libro: "Expedición Acciona Windpowered Antártica 2011-12" (Acciona)